# Жаголич
Жаголич (словен. Žagolič, итал. Zagoli) је мало насеље југозападно од Цола у општини Ајдовшчина, покрајини Приморска која припада Горишкој регији Републике Словеније.
Насеље површине 2,85 км², налази се на надморској висини од 763,3 метара. У насељу према попису из 2002. живело је 130 становника.

## Историја
Према усменом предању наводи се да је Жаголич добио име по пиланма (словен. žage)., које су се налазиле дуж потока изнад насеља.. Жаголич је био заселак у Малом Пољу до 1989. године, када је постало самостално насеље.

## Референца
1. ↑  „Општина Ајдовшчина”. Архивирано из оригинала 15. 05. 2011. г. Приступљено 13. 01. 2015.
2. ↑  „Попис 2002”. Архивирано из оригинала 13. 01. 2015. г. Приступљено 13. 01. 2015.
3. 1 2  Zgodovina kraja Архивирано на веб-сајту  (21. октобар 2014) (језик: словеначки)
4. ↑  Savnik, Roman, ed. 1968. Krajevni leksikon Slovenije, vol. 1. Ljubljana: Državna založba Slovenije, p. 25.
5. ↑  „Statistical Office of the Republic of Slovenia: Žagolič”. Архивирано из оригинала 15. 03. 2016. г. Приступљено 13. 01. 2015.